# Panja Mücke
Panja Mücke (* 1970 in Halle (Saale)) ist eine deutsche Musikwissenschaftlerin.

## Leben
Panja Mücke hatte von 1988 bis 1990 verschiedene Volontariate bei Zeitung und Fernsehen. Von 1990 bis 1995 studierte sie Musikwissenschaft, Neuere deutsche Literatur und Medienwissenschaft an der Universität Marburg, wo sie 2000 mit einer Arbeit zur Dresdner Hofkultur promoviert wurde. 2008 folgte ihre Habilitation mit einer Studie zum Medienwechsel bei Kurt Weill.
Seit 2015 ist Panja Mücke Professorin für historische Musikwissenschaft an der Hochschule für Musik und Darstellende Kunst Mannheim.

## Schriften (Auswahl)
- Johann Adolf Hasses Dresdner Opern im Kontext der Hofkultur, Laaber: Laaber 2003, ISBN 978-3-89007-553-2
- Verwandlungsmusik bei Mendelssohn, Bermann und Korngold. A Midsummer Night’s Dream auf der Bühne und im Film, in: Verwandlungsmusik, hrsg. von Andreas Dorschel, Wien 2007, S. 334–360
- Musikalischer Film – Musikalisches Theater. Medienwechsel und szenische Collage bei Kurt Weill, Münster: Waxmann 2011, ISBN 978-3-8309-2142-4 (Digitalisat)
- Narrativität und Stummfilm. Die Originalkompositionen Giuseppe Becces zu Tartüff (1925), in: Filmmusik und Narration, Marburg 2017, S. 17ff.